# Ludwig Wilhelm von Baumbach
Ludwig Wilhelm von Baumbach (zur Kennzeichnung des Familienstamms auch Ludwig IV. Wilhelm von Baumbach-Nentershausen) (* 3. Januar 1755 in Nentershausen; † 22. November 1811 ebenda) war ein deutscher Grundbesitzer und Abgeordneter aus dem Adelsgeschlecht Baumbach.

## Familie
Ludwig Wilhelm von Baumbach stammte aus dem Zweig Kirchheim der Herren von Baumbach. Sein Vater war Reinhard von Baumbach (* 1. Mai 1708 in Nentershausen; † 16. Dezember 1765 ebenda), hessen-kasselischer Rittmeister im „Leibregiment (König von Schweden)“. Dieser hatte am 2. November 1745 in Reichensachsen Christine Luise, oder auch Louisa Christina, von Boyneburg gen. Hohenstein (* 17. Mai 1730 in Reichensachsen; † 28. Dezember 1805 in Nentershausen), Tochter von Dietrich Philipp von Boyneburg gen. von Hohenstein (Hanstein) zu Reichensachsen (* 1685) und Henriette von Bodenhausen, geheiratet. Wilhelm Lebrecht von Baumbach und Ernst von Baumbach waren seine jüngeren Brüder.
Baumbach, der evangelisch-reformierter Konfession war, heiratete am 5. November 1783 in Brüheim Christiane von Wangenheim (* 16. August 1764; † 6. November 1841). Der gemeinsame Sohn Wilhelm von Baumbach (1790–1857) wurde Erbe des Grundbesitzes und Abgeordneter.

## Leben
Baumbach war Herr auf Nentershausen. Daneben diente er im Militär, zuletzt als Hauptmann. Von 1787 bis 1798 war er Landrat des Kurhessischen Strombezirks des Fuldastroms. Im Königreich Westphalen war er von 1808 bis 1811 Präfekturrat im Departement der Werra. Er war vom 2. Juni 1808 bis zu seinem Tode am 22. November 1811 Mitglied der Reichsstände des Königreichs Westphalen für das Werra-Departement und die Wählergruppe der Grundeigentümer.